# Muay thai no World Combat Games de 2013
A disputa do Muay thai no World Combat Games de St. Petersburg-2013 se deu na Arena 1 do Yubileiny Sports Complex nos dias 19 a 23 de Outubro de 2013.
O embaixador da modalidade neste evento multidesportivo foi o ator tailandês Tony Jaa.

## Quadro de Medalhas
Legenda:
| Ordem | País          | Medalha de ouro | Medalha de prata | Medalha de bronze | Total |
| ----- | ------------- | --------------- | ---------------- | ----------------- | ----- |
| 1     | Rússia        | 3               | 3                | 3                 | 9     |
| 2     | Tailândia     | 3               | 2                | 2                 | 7     |
| 3     | Ucrânia       | 2               | 2                | 2                 | 6     |
| 4     | Bielorrússia  | 1               | 2                | 1                 | 4     |
| 5     | Noruega       | 1               | 0                | 0                 | 1     |
| 5     | Peru          | 1               | 0                | 0                 | 1     |
| 7     | Itália        | 0               | 1                | 0                 | 1     |
| 7     | Suécia        | 0               | 1                | 0                 | 1     |
| 9     | Austrália     | 0               | 0                | 2                 | 2     |
| 9     | França        | 0               | 0                | 2                 | 2     |
| 9     | Irão          | 0               | 0                | 2                 | 2     |
| 12    | Brasil        | 0               | 0                | 1                 | 1     |
| 12    | Canadá        | 0               | 0                | 1                 | 1     |
| 12    | Finlândia     | 0               | 0                | 1                 | 1     |
| 12    | Israel        | 0               | 0                | 1                 | 1     |
| 12    | Cazaquistão   | 0               | 0                | 1                 | 1     |
| 12    | Coreia do Sul | 0               | 0                | 1                 | 1     |
| 12    | Quirguistão   | 0               | 0                | 1                 | 1     |
| 12    | Turquia       | 0               | 0                | 1                 | 1     |
| Total | Total         | 11              | 11               | 22                | 44    |

## Medalhistas

### Masculino
| Evento   | Ouro                       | Prata                       | Bronze                          |
| -------- | -------------------------- | --------------------------- | ------------------------------- |
| -54 kg   | Preecha Wongsa (THA)       | Arslan Bagunov (RUS)        | Oleksandr Prokuda (UKR)         |
| -54 kg   | Preecha Wongsa (THA)       | Arslan Bagunov (RUS)        | Yoon Deokjae (KOR)              |
| -57 kg   | Sapmanee Ruthaiphan (THA)  | Aleksandr Abramov (RUS)     | Kostiantyn Trishyn (UKR)        |
| -57 kg   | Sapmanee Ruthaiphan (THA)  | Aleksandr Abramov (RUS)     | Daniiar Kashkaraev (KGZ)        |
| -63.5 kg | Igor Liubchenko (UKR)      | Manop Srirupi (THA)         | Dzmitry Varats (BLR)            |
| -63.5 kg | Igor Liubchenko (UKR)      | Manop Srirupi (THA)         | Vahid Shahbazi (IRI)            |
| -67 kg   | Andrei Kulebin (BLR)       | Sergii Kuliaba (UKR)        | Zhanserik Amirzhanov (KAZ)      |
| -67 kg   | Andrei Kulebin (BLR)       | Sergii Kuliaba (UKR)        | Supachai Pansuvan (THA)         |
| -71 kg   | Zaynalabid Magomedov (RUS) | Vital Hurkou (BLR)          | Masoud Minaei (IRI)             |
| -71 kg   | Zaynalabid Magomedov (RUS) | Vital Hurkou (BLR)          | Ilya Grad (ISR)                 |
| -75 kg   | Vitalii Nikiforov (UKR)    | Alex Tobiasson Harris (SWE) | Thiago Teixeira (BRA)           |
| -75 kg   | Vitalii Nikiforov (UKR)    | Alex Tobiasson Harris (SWE) | Konstantin Khuzin (RUS)         |
| -81 kg   | Artem Levin (RUS)          | Dzmitry Valent (BLR)        | Kada Bouamama (FRA)             |
| -81 kg   | Artem Levin (RUS)          | Dzmitry Valent (BLR)        | Kim Olaf Olsen (AUS)            |
| -91 kg   | Artem Vakhitov (RUS)       | Emidio Barone (ITA)         | Thomas Joris Paul Alizier (FRA) |
| -91 kg   | Artem Vakhitov (RUS)       | Emidio Barone (ITA)         | Ibrahim Giydirir (TUR)          |

### Feminino
| Evento | Ouro                          | Prata                        | Bronze                      |
| ------ | ----------------------------- | ---------------------------- | --------------------------- |
| -51 kg | Fatima Pinto (NOR)            | Miss Ruchira Wongsriwo (THA) | Kristan Lee Armstrong (AUS) |
| -51 kg | Fatima Pinto (NOR)            | Miss Ruchira Wongsriwo (THA) | Oksana Kizhnerova (RUS)     |
| -54 kg | Ratchadaphon Wihantamma (THA) | Natalia Dyachkova (RUS)      | Ashley Nichols (CAN)        |
| -54 kg | Ratchadaphon Wihantamma (THA) | Natalia Dyachkova (RUS)      | Milija Kristina Heino (FIN) |
| -60 kg | Valentina Shevchenko (PER)    | Anastasiia Sharmonova (UKR)  | Pimnipa Tanawatpipat (THA)  |
| -60 kg | Valentina Shevchenko (PER)    | Anastasiia Sharmonova (UKR)  | Alfiya Ishtryakova (RUS)    |